# Josh Donaldson
Pour les articles homonymes, voir Donaldson.
Joshua Adam Donaldson (né le 8 décembre 1985 à Pensacola, Floride, États-Unis) est un ancien joueur de troisième but. Il a évolué au Athletics d’Oakland, Blue Jays de Toronto, Indians de Cleveland, Braves d’Atlanta, Twins du Minnesota, Yankees de New York et Brewers de Milwaukee entre 2010 et 2023.
Séléctionné à trois reprises pour le match des étoiles entre 2014 et 2016, il est aussi élu joueur par excellence de la saison 2015 dans la Ligue américaine et remporte deux prix Silver Slugger au poste de joueur de troisième but en 2015 et 2016. 
Le 3 mars 2024, il annonce qu'il prend sa retraite.

## Carrière

### Athletics d'Oakland

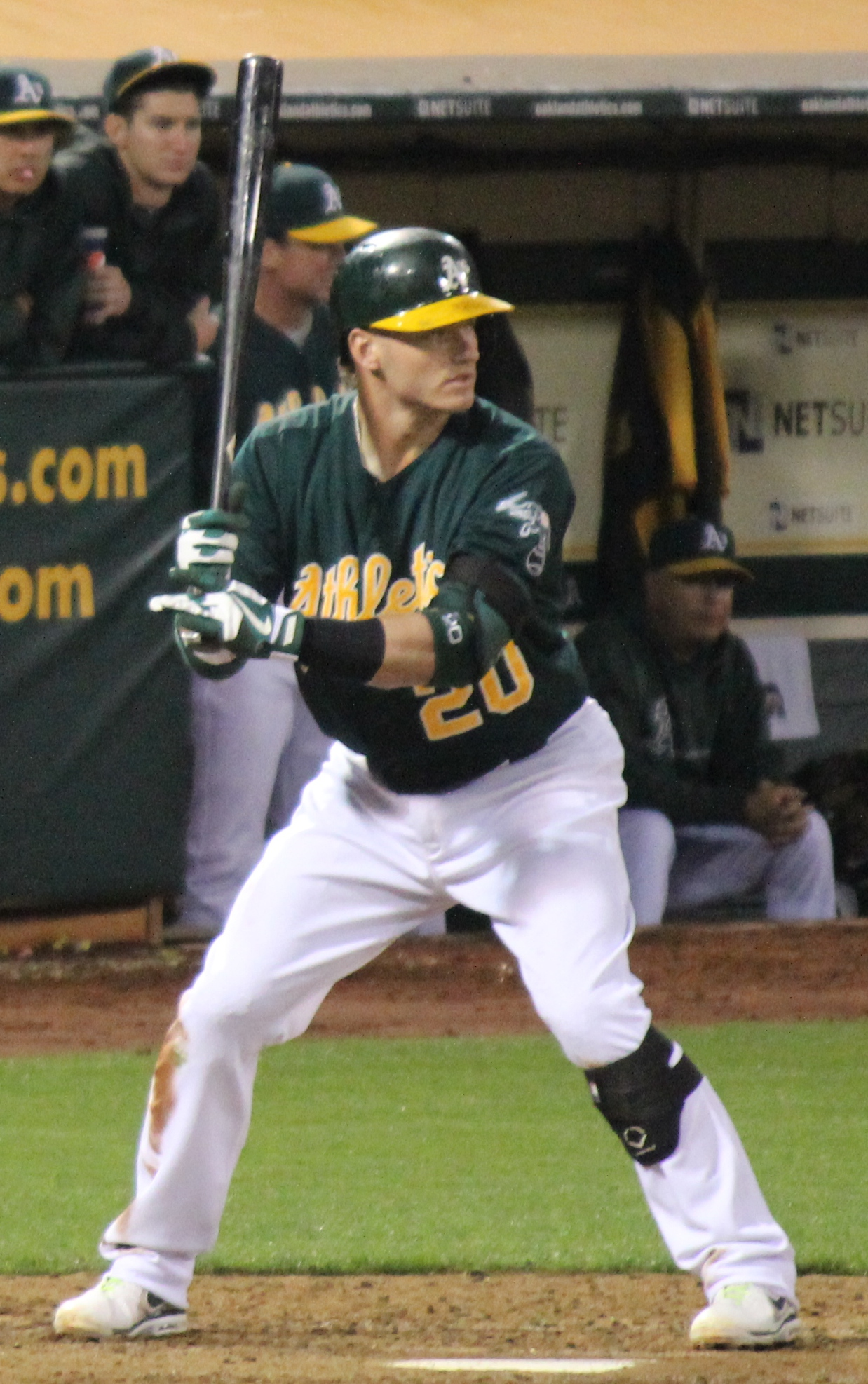
Josh Donaldson en 2013 avec Oakland.

Josh Donaldson est repêché en première ronde par les Cubs de Chicago en 2007. Il est le second joueur que l'équipe sélectionne au premier tour et devient le 48e athlète repêché dans cette séance. Il débute la même année en ligue des recrues dans l'organisation des Cubs, mais le 8 juillet 2008, il est échangé par l'équipe lorsqu'elle cède le lanceur Sean Gallagher, le voltigeur Matt Murton et le joueur de champ intérieur Eric Patterson aux Athletics d'Oakland en retour des lanceurs Rich Harden et Chad Gaudin.
Josh Donaldson fait sa première présence dans un match les majeures le 30 avril 2010 avec Oakland, affrontant les Blue Jays de Toronto. Il réussit le 1er mai, toujours contre Toronto, son premier coup sûr en carrière : un coup de circuit bon pour deux points claqué aux dépens de Dana Eveland.

#### Saison 2012
Après une saison 2011 passée en ligues mineures, Donaldson est l'un des candidats au poste de joueur de troisième but des Athletics au camp d'entraînement de 2012. Il obtient ce poste mais est rapidement renvoyé dans les mineures en raison de décevants résultats, avant d'obtenir une nouvelle chance en août après la blessure subie par le troisième but Brandon Inge. Il termine 2012 avec 9 circuits, 33 points produits et une moyenne au bâton de ,241 en 75 parties de saison régulière pour Oakland. Participant aux éliminatoires pour la première fois de sa carrière, il contribue 5 coups sûrs en 17 avec un point marqué et un double dans les 5 matchs de Série de division que les Athletics, champions de la division Ouest, perdent face aux Tigers de Détroit.

#### Saison 2013
La saison 2013 est celle où Donaldson prouve enfin son talent au niveau majeur. Après des hauts et des bas en 2012, il s'élève au rang des meilleurs joueurs de la Ligue américaine. Il réussit 174 coups sûrs dont 37 doubles et 24 circuits, produit 93 points et en marque 89, et élève sa moyenne au bâton à ,301 (la meilleure du club). Il est cette année-là 6e de la Ligue américaine pour le pourcentage de présence sur les buts (,384), 9e pour la moyenne de puissance (,499), 7e pour l'OPS (,883), 7e pour les buts-sur-balles (76) soutirés aux lanceurs adverses, 9e pour le total de buts (289) et 10e pour les points produits.
Donaldson est nommé meilleur joueur du mois de septembre en Ligue américaine, mois qui se termine sur un second titre consécutif de la division Ouest pour les Athletics. Oakland s'incline toutefois devant Détroit dès une Série de division où le joueur de troisième but est bien discret avec seulement 3 coups sûrs en 21 présences au bâton.

#### Saison 2014
Donaldson est voté joueur de troisième but partant de l'équipe de la Ligue américaine au match des étoiles 2014. Il s'agit de sa première sélection à la classique annuelle de mi-saison.
Il établit de nouveaux records personnels de 29 circuits et 98 points produits pour les A's en 2014 et domine le club dans ces deux catégories statistiques. 
Il termine 8e au vote désignant le joueur de l'année dans la Ligue américaine et remporte un prix Fielding Bible pour son excellent jeu défensif au troisième coussin.

### Blue Jays de Toronto

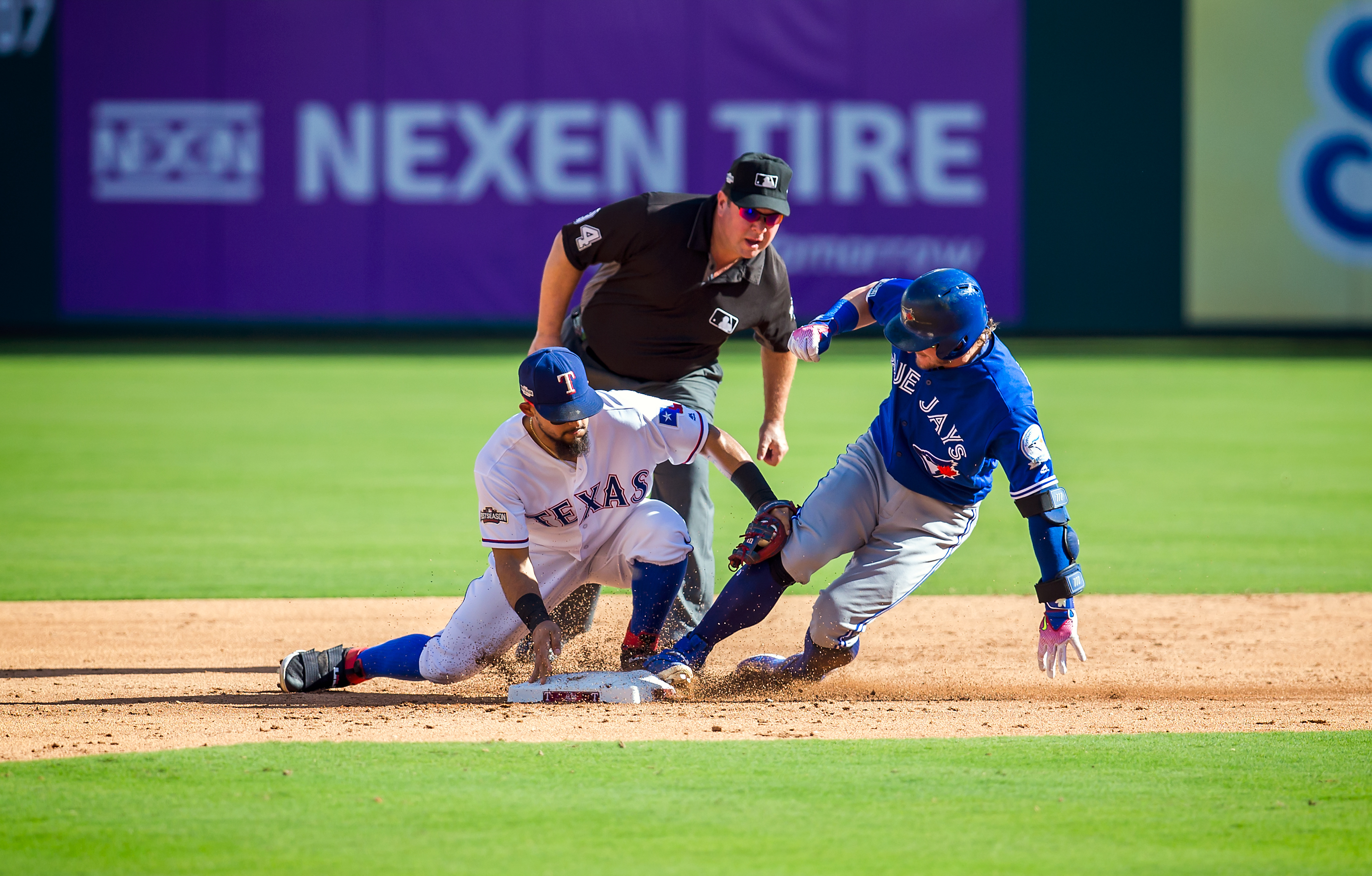
Josh Donaldson (droite) des Blue Jays dans le premier match de la Série de division de la Ligue américaine contre Texas le 6 octobre 2016.

Le 28 novembre 2014, les Athletics échangent Josh Donaldson aux Blue Jays de Toronto contre le joueur de troisième but Brett Lawrie et trois joueurs d'avenir, l'arrêt-court Franklin Barreto, le lanceur droitier Kendall Graveman et le lanceur gaucher Sean Nolin.
Donaldson est élu joueur par excellence de la Ligue américaine en 2015, devançant au vote de fin d'année le gagnant de l'année précédente Mike Trout. Il est le second joueur de l'histoire des Blue Jays à recevoir cet important honneur après George Bell en 1987.
Au début février 2016, les Blue Jays accordent à Donaldson un nouveau contrat d'une valeur totale de 28,65 millions de dollars pour les saisons 2016 et 2017, évitant ainsi l'arbitrage salarial avec leur joueur vedette.